# Balcón de Pilatos
El balcón de Pilatos o mirador de Ubaba es un mirador y un barranco del Parque Natural de Urbasa y Andía, situado en la vertiente sur de la sierra de Urbasa (Navarra, España).
Está en terreno del concejo de Baquedano, sobre la vertical del nacedero del río Urederra, a una altitud de 924 m s. n. m. El cortado o precipicio forma un circo semicircular de roca de 300 metros de altura. Las paredes del cortado son el hábitat habitual de buitres y buitres blancos. Al este del mirador arranca el camino del Puerto Viejo de Baquedano, que lleva a esta localidad.
Desde este mirador se obtienen excelentes vistas de la comarca de la Améscoa Baja y las Peñas de San Fausto, con la ciudad de Estella al fondo. Es un destino común para excursionistas, caminantes y cicloturistas. Se accede a él desde un aparcamiento situado a la orilla de la carretera NA-718 que cruza el parque natural.